# Miguel de los Santos Díaz Gómara
Miguel de los Santos Díaz Gómara (Fitero, 5 de julio de 1885 - Cartagena, 7 de enero de 1949) fue un obispo español. Ocupó los cargos de obispo de Osma (1924-1935) y obispo de Cartagena (1935-1949). De 1939 a 1942 fue administrador apostólico de Barcelona (1939-1942) debido al asesinato de su titular, Manuel Irurita, en 1936. 

## Biografía

### Primeros años y formación
Nació en Fitero en 1885, hijo de León Díaz, escribano del juzgado, y Ángela Gómara. Cursó sus primeros estudios en el Colegio de las Escuelas Pías de Estella. Entre 1896 y 1903 estudió latín, humanidades y filosofía en el Seminario de Pamplona, y entre 1903 y 1908 estudió teología en la Universidad Pontificia de Zaragoza, y derecho en la Universidad de Zaragoza.
En 1907 obtuvo la licenciatura en Derecho en la Universidad de Zaragoza, y un año después, en 1908, obtuvo el doctorado en Sagrada Teología en la Universidad Pontificia de Zaragoza. Entonces fue enviado a Roma para continuar sus estudios en la Pontificia Academia de Santo Tomás de Aquino, donde obtuvo el doctorado en Filosofía, y en la Pontificia Universidad Gregoriana, donde obtuvo el doctorado en Derecho canónico. Fue ordenado sacerdote en Roma en 1909. En 1918 obtuvo el doctorado en Derecho civil en la Universidad de Madrid.

### Vida sacerdotal y docente
En 1912 obtuvo, por oposición, el cargo de canónigo de la catedral de Zaragoza. Ocupó el cargo de profesor de religión y moral de la Escuela Normal de Zaragoza. En 1918 fue nombrado juez pro-sinodal y en 1919 presidente del Real Seminario de San Carlos.  

### Episcopado

#### Obispo auxiliar de Zaragoza
En 1920 fue nombrado obispo auxiliar de Zaragoza y obispo titular de Thagora.

#### Obispo de Osma
En 1924 fue nombrado obispo de Osma.  

#### Obispo de Cartagena
En 1935 le fue asignada la diócesis de Cartagena, cargo que ocupó hasta su muerte y que compaginó entre 1939 y 1942 con el de administrador apostólico de Barcelona, debido a la vacante en el cargo de obispo tras la detención y desaparición de Manuel Irurita en diciembre de 1936, poco después de estallar la Guerra Civil.
| Predecesor: Mateo Múgica             | Obispo de Osma 1924 – 1935                        | Sucesor: Tomás Gutiérrez Díez   |
| Predecesor: Vicente Alonso y Salgado | Obispo de Cartagena 1935 – 1949                   | Sucesor: Ramón Sanahuja y Marcé |
| Predecesor: Manuel Irurita           | Administrador apostólico de Barcelona 1939 – 1942 | Sucesor: Gregorio Modrego       |